# Johann Hermann Schein

Johann Hermann Schein (Grünhain, 20 de janeirojul./ 30 de janeiro de 1586greg. – Leipzig, 19 de novembrojul./ 29 de novembro de 1630greg.) foi um compositor  barroco alemão.

## Biografia
Ainda menino, por ocasião da morte de seu pai, muda-se para Dresden  se incorpora ao coro do Eleitor da Saxônia, como sopranino. Também recebe educação musical com o Kapellmeister franco-flamengo Rogier Michael, que reconhece seu extraordinário talento. Entre 1603 e 1607, Schein estuda na Landesschule Pforta e depois, de 1608 a 1612, estuda Direito e Artes Liberais na Universidade de Leipzig. Depois de concluir seus estudos, torna-se Kapellmeister em Weimar e, pouco depois, Thomaskantor, isto é, diretor musical do Thomanerchor - o famoso coro de meninos da Thomasschule zu Leipzig, fundado em 1212 -, posto em que permanecerá até o fim de sua vida. Quase um século depois, o mesmo cargo será ocupado por  Johann Sebastian Bach.
Schein, diferentemente de seu amigo  Heinrich Schütz, tinha uma saúde frágil e não teve uma vida longa e feliz. Sofria de tuberculose, gota, escorbuto e problemas renais. Sua mulher morreu ao dar à luz o quinto filho, e quatro das  cinco crianças morreriam ainda na infância. Ele próprio morreria aos 44 anos.

## Sua música
Embora nunca tenha saído da Alemanha, Schein foi o primeiro compositor do país a se inspirar pelas novidades da música barroca italiana (estilo concertante, monodia, baixo figurado) e a utilizá-las em um ambiente de culto luterano. Suas primeiras referências são provavelmente  a edição alemã do Cento concerti ecclesiastici de Ludovico da Viadana.                                                                                                                                                                                     

## Principais obras

### Obras religiosas
- Cymbalum Sionium (1615)
- Opella nova, geistlicher Concerten (1618)
- Fontana d'Israel (1623)
- Opella nova, ander Theil, geistlicher Concerten (1626)
- Cantional oder Gesangbuch Augspurgischer Confession (1627, 1645)

### Obras profanas
- Venus Kräntzlein (1609)
- Musica boscareccia (1621, 1626, 1628)
- Diletti pastorali, Hirten Lust (1624)
- Studenten-Schmauss (1626)

### Obras instrumentais
- Banchetto musicale (1617)

## Partituras gratuitas
- Partituras gratuitas de Johann Hermann Schein na CPDL, a Biblioteca Coral de Domínio Público